# The Wonder Years: Trilogy
《The Wonder Years: Trilogy》是韓國女子音樂組合Wonder Girls的第一張迷你專輯，其專輯主打曲〈Nobody〉與前一張專輯《The Wonder Years》所收錄的〈Tell Me〉及單曲〈So Hot〉共組為「復古三部曲」，此張專輯於2008年9月22日由JYP娛樂發行。

## 發行背景
這張專輯一共收錄了五首歌曲，包含用以宣傳的主打曲〈Nobody〉。Wonder Girls的官方網站在2008年9月中旬更新，而宣傳照亦因此曝光，Wonder Girls在曝光的宣傳照中展現了以20世紀60年代Motown為概念的風格，而JYP娛樂隨後在2008年9月18日發布主打曲〈Nobody〉的音樂錄影帶預告，預告片段中不僅出現了音樂錄影帶的主場景，也曝光了一段抒情版的〈Nobody〉。〈Nobody〉的音樂錄影帶在2008年9月22日於Wonder Girls的官方網站正式發布，並在發布後上傳至YouTube。
主打曲〈Nobody〉與前一張專輯《The Wonder Years》所收錄的〈Tell Me〉及單曲〈So Hot〉共組為「復古三部曲」，而〈Nobody〉的靈感來自20世紀60年代和70年代的懷舊音樂。

## 釋出與推廣
主打曲〈Nobody〉的音樂錄影帶發布後，其音源亦透過各個串流媒體發行。〈Nobody〉發布後數小時，在各類音樂串流服務的播放量與銷售量迅速奪冠，此成績亦超出Wonder Girls的經紀公司JYP娛樂的預期。〈Nobody〉音樂錄影帶發布的同日，該影片亦被美國知名部落格作者佩雷斯·希爾頓介紹。
韓國歌手San E、Dynamic Duo及JYP娛樂代表朴軫永以此專輯為基底，發表混音單曲〈Anybody〉，於2008年11月18日數位發行。

## 商業表現
此張專輯在2008年9月售出28,160張、10月銷售18,100張，總銷量為46,260張，這兩個月的銷量亦使此張專輯連續兩個月獲Cyworld評「本月最佳歌曲」。〈Nobody〉在KBS電視台《音樂銀行》連續四周奪冠，並在同年的Mnet KM音樂節獲頒「年度歌曲」和「最佳音樂錄影帶」獎項。

## 曲目列表
| 曲序     | 曲目                              |          | 作曲           | 时长  |
| -------- | --------------------------------- | -------- | -------------- | ----- |
| 1.       | Intro                             | 朴軫永   | 朴軫永、李宇石 | 0:35  |
| 2.       | Nobody                            | 朴軫永   | 朴軫永、李宇石 | 3:35  |
| 3.       | I tried                           | 洪志尚   | 洪志尚         | 3:34  |
| 4.       | Saying I love you                 | 譽恩     | 譽恩           | 3:54  |
| 5.       | Nobody (Rainstone Remix)          | 朴軫永   | 朴軫永、李宇石 | 4:30  |
| 6.       | Nobody (伴奏版)                   |          |                | 3:32  |
| 7.       | I Tried (伴奏版)                  |          |                | 3:34  |
| 8.       | Saying I Love You (伴奏版)        |          |                | 3:53  |
| 9.       | Nobody (Rainstone Remix) (伴奏版) |          |                | 4:30  |
| 总时长： | 总时长：                          | 总时长： | 总时长：       | 32:36 |

## 排行榜

### 月榜單
| 排行榜（2008年9月）        | 最高 排名 |
| -------------------------- | --------- |
| 韓國（RIAK歌曲唱片銷量榜） | 20        |